# Équipe de Colombie féminine de volley-ball
L'équipe de Colombie féminine de volley-ball est composée des meilleures joueuses colombiennes sélectionnées par la Fédération colombienne de volley-ball (Federación Colombiana de Voleibol, FCV). Elle est actuellement classée au 17e rang de la Fédération internationale de volley-ball au 10 juillet 2022.

## Histoire
La sélection participe pour la première fois à un Championnat du monde en 2022 où elle termine à la 21e place.

## Palmarès et parcours

### Palmarès
- Championnat d'Amérique du Sud
  - Deuxième : 2017
  - Troisième : 1991 et 2015

### Parcours

#### Championnat du monde
| - 1952 : non qualifiée - 1956 : non qualifiée - 1960 : non qualifiée - 1962 : non qualifiée - 1967 : non qualifiée - 1970 : non qualifiée - 1974 : non qualifiée - 1978 : non qualifiée - 1982 : non qualifiée - 1986 : non qualifiée | - 1990 : non qualifiée - 1994 : non qualifiée - 1998 : non qualifiée - 2002 : non qualifiée - 2006 : non qualifiée - 2010 : non qualifiée - 2014 : non qualifiée - 2018 : non qualifiée - 2022 : 21e |

#### Championnat d'Amérique du Sud
| - 1951 : non qualifié - 1956 : non qualifié - 1958 : non qualifié - 1961 : non qualifié - 1962 : non qualifié - 1964 : non qualifié - 1967 : non qualifié - 1969 : 6e - 1971 : 7e - 1973 : 7e | - 1975 : non qualifié - 1977 : non qualifié - 1979 : non qualifié - 1981 : non qualifié - 1983 : 5e - 1985 : 4e - 1987 : non qualifié - 1989 : non qualifié - 1991 : 3e - 1993 : 4e | - 1995 : 6e - 1997 : non qualifié - 1999 : non qualifié - 2001 : non qualifié - 2003 : 4e - 2005 : non qualifié - 2007 : 6e - 2009 : 4e - 2011 : 4e - 2013 : 4e - 2015 : 3e - 2017 : 2e |

#### Jeux panaméricains
| - 1955 : Non qualifié - 1959 : Non qualifié - 1963 : Non qualifié - 1967 : Non qualifié - 1971 : 7e - 1975 : Non qualifié - 1979 : Non qualifié - 1983 : Non qualifié - 1987 : Non qualifié - 1991 : Non qualifié | - 1995 : Non qualifié - 1999 : Non qualifié - 2003 : Non qualifié - 2007 : Non qualifié - 2011 : Non qualifié |

#### Coupe panaméricaine
| - 2002 : Non qualifié - 2003 : Non qualifié - 2004 : Non qualifié - 2005 : Non qualifié - 2006 : Non qualifié - 2007 : Non qualifié - 2008 : Non qualifié - 2009 : Non qualifié - 2010 : Non qualifié - 2011 : Non qualifié | - 2012 : 11e - 2013 : 9e - 2014 : 7e |

#### Jeux d'Amérique centrale et des Caraïbes
| - 1938 : ? - 1946 : ? - 1959 : ? - 1962 : ? - 1966 : ? - 1970 : ? - 1974 : ? - 1978 : ? - 1982 : ? - 1986 : ? | - 1990 : ? - 1993 : ? - 1998 : ? - 2002 : Non qualifié - 2006 : 6e - 2010 : Non qualifié |

## Sélection actuelle
Effectif des 14 joueuses retenues pour le Championnat du monde 2022.
| No                               | Nom                              | Date de naissance                | Taille | Poids | Poste                          | Club                           |
| -------------------------------- | -------------------------------- | -------------------------------- | ------ | ----- | ------------------------------ | ------------------------------ |
| 1                                | Darlevis Mosquera                | 23 juin 2000 (22 ans)            | 180    | 61    | Centrale                       | VC Marcq-en-Barœul             |
| 2                                | Yeisy Soto                       | 7 avril 1996 (26 ans)            | 183    | 70    | Centrale                       | RR Vilsbiburg                  |
| 3                                | Dayana Segovia (de)              | 24 mars 1996 (26 ans)            | 182    | 62    | Attaquante                     | RR Vilsbiburg                  |
| 5                                | Ana Karina Olaya                 | 13 septembre 2002 (20 ans)       | 187    | 81    | Attaquante                     | AJM/FC Porto (sv)              |
| 6                                | Valerin Carabali                 | 25 octobre 2000 (21 ans)         | 182    | 67    | Centrale                       | VC Marcq-en-Barœul             |
| 7                                | Madelaynne Montaño               | 6 janvier 1983 (39 ans)          | 190    | 67    | Attaquante                     | Aris Salonique (en)            |
| 9                                | Laura Pascua                     | 21 décembre 2002 (19 ans)        | 180    | 70    | Réceptionneuse-attaquante      | ABEL Moda Vôlei                |
| 10                               | Juliana Toro                     | 29 janvier 1995 (27 ans)         | 160    | 65    | Libero                         | Unilife Vôlei Maringá          |
| 13                               | Camila Gomez (en)                | 6 juillet 1995 (27 ans)          | 158    | 61    | Libero                         | Esporte Clube Pinheiros        |
| 14                               | Angie Velasquez                  | 13 juin 2000 (22 ans)            | 171    | 58    | Passeuse                       | Renasce Vôlei Sorocaba/Sesi    |
| 15                               | Maria Marín (en)                 | 4 novembre 1995 (26 ans)         | 178    | 68    | Passeuse                       | VC Marcq-en-Barœul             |
| 16                               | Melissa Rangel                   | 16 octobre 1994 (27 ans)         | 193    | 75    | Centrale                       | Leixões Sport Club             |
| 19                               | Maria Martinez (en)              | 19 mai 1995 (27 ans)             | 180    | 73    | Réceptionneuse-attaquante      | VC Marcq-en-Barœul             |
| 20                               | Amanda Coneo (es)                | 20 décembre 1996 (25 ans)        | 177    | 58    | Réceptionneuse-attaquante      | Volley Mulhouse Alsace         |
|                                  |                                  |                                  |        |       |                                |                                |
| Encadrement technique            | Encadrement technique            |                                  |        |       | Légende                        | Légende                        |
| Entraîneur : Antonio Rizola Neto | Entraîneur : Antonio Rizola Neto | Entraîneur : Antonio Rizola Neto |        |       | : Capitaine                    | : Capitaine                    |
| Entraîneur(s) adjoint(s) :       | Entraîneur(s) adjoint(s) :       | Entraîneur(s) adjoint(s) :       |        |       | : Joueuse blessée actuellement | : Joueuse blessée actuellement |